# Parasemia flavipennis
Parasemia flavipennis är en fjärilsart som beskrevs av Karl Schawerda 1906. Parasemia flavipennis ingår i släktet Parasemia och familjen björnspinnare. Inga underarter finns listade i Catalogue of Life.